# سیارک ۳۳۰۰۴
سیارک ۳۳۰۰۴ (به انگلیسی: 33004 Dianesipiera، نامگذاری:1997EP) سی و سه هزار و چهارمین سیارک کشف شده‌است که در ۲ مارس ۱۹۹۷ کشف شد.